# Скотарчак, Никодем
Никодем Скотарчак (пол. Nikodem Skotarczak; 1954 — 1998) — польский гангстер,бизнесмен i спортивный активист .

## Биография
По образованию он был садовником. Работал в Гданьске охранником в ночном клубе «Луцинка». Также подрабатывал телохранителем в Труймясто. В середине 1970-х основал ОПГ для контрабанды угнанных автомобилей из Германии и Австрии в Польшу. В начале 1980-х он был спонсором футбольного клуба «Лехия», после победы которого в Кубке Польши в сезоне 1982/1983 он был удостоен звания «За заслуги перед Гданьском» от Казимежа Рынковского, тогдашнего мэра. В середине 1980-х он эмигрировал в ФРГ, откуда продолжал руководить контрабандой угнанных автомобилей. С третьей женой он жил в Гамбурге, где был совладельцем компании «Скотекс» и магазина электроники. В ноябре 1986 года он переехал из Гамбурга в Берлин, где в 1989 году был арестован полицией за рулём украденного автомобиля Audi Coupé. За это он был приговорён к 1 году и 9 месяцам тюремного заключения и заключен в тюрьму Моабит в Берлине. 4 декабря 1989 года, после менее чем трёх месяцев заключения, он совершил побег. В начале 1990-х нелегально вернулся в Польшу через Австрию. В 1992 году в Кракове он сбежал от полицейского рейда и в июле того же года он бежал из полицейского конвоя в Варшаве. Разыскиваемый на основании ордера на арест, несколько месяцев скрывался. Он был арестован в феврале 1993 года в районе Жолибож по обвинению в использовании поддельного паспорта и побеге от полицейского конвоя. В 1993 году он был приговорён к двум годам лишения свободы. Вышел из тюрьмы в феврале 1994 года, официально за хорошее поведение, а фактически благодаря взяткам, данным сотрудникам пенитенциарной службы. Получив свободу, он начал инвестировать в законные бизнесы. Также известно, что он бесплатно возвращал украденные автомобили. В октябре 1996 года над ним состоялся суд в Гданьске, был обвинён следователями прокуратуры в руководстве преступной группой, занимающейся угоном автомобилей. В 1997 году снялся в фильме под названием «Sztos», режиссёрском дебюте Олафа Любашенко. 
В начале 1990-х годов он нелегально вернулся в Польшу через Австрию. Во второй половине 1991 года он познакомился в Кракове со своей четвёртой женой, Эдитой. К тому времени «Никос» уже был известным автодилером. Не секрет, что автомобили, которые он «импортировал» из-за границы желающим покупателям, продавались, в частности, представителям тогдашней элиты, включая членов местных и центральных структур Польской объединённой рабочей партии (ПОРП), а также сотрудникам полиции, представителям государственных ведомств, церковным иерархам и другим видным деятелям. Его деятельность осуществлялась благодаря многочисленным связям внутри страны и за рубежом. Хотя его подозревали в руководстве организованной преступной группировкой, в которую входили, в частности, члены Польской объединённой рабочей партии (ПОРП). Полицейские, воры, поддельщики документов и владельцы автомастерских. В начале 1990-х годов по требованию майора Эдмунда Мухи, будущего главы Гданьского центрального бюро полицейских расследований (ЦБПР), операция под кодовым названием «Груда» (Gruda) была прекращена, а дело официально закрыто – без предъявления обвинений «Никоси». В то время Никодем Скотарчак также начал инвестировать в законный бизнес. В то время он находился в розыске по ордеру, выданному немецкой полицией за побег из тюрьмы, и скрывался в таких местах, как Краков, где познакомился со своей четвёртой женой Эдитой. Это не мешало ему дружить и вести бизнес с людьми из списка 100 самых богатых поляков (по данным еженедельника «Wprost»), а также общаться со многими другими известными личностями, включая спортсменов и актёров. В 1994 году Никодем узаконил свой союз с Эдитой Скотарчак во Дворце бракосочетаний в Гданьске. Свидетелями были друг Никодема Генрик Конопка (бизнесмен и один из лучших польских гольфистов) и Рената Куровска (супруга Войцеха Куровского, позывной «Кура», ещё одного друга, известного бизнесмена и соучредителя страховой компании Hestia). застрелен 24 апреля 1998 года, когда двое мужчин в масках вошли в эскорт-агентство «Las Vegas», расположенное по адресу улица Хваржненска, 170а в Гдыне, около полудня. Один из них убил Никодема Скотарчака и рикошетом ранил его друга и делового партнёра Войцеха Куровски, также известного как «Кура». «Никос» и «Кура» праздновали именины последнего со своими жёнами.
(Согласно польской Википедии).
Похоронен на Сребжиском кладбище в Гданьске.

## В культуре
- Кинофильм «Как я полюбила гангстера[пол.]» (2022 год).
- В 1996 году был снят документальный телевизионный фильм «Страна иллюзий» режиссёра Войцеха Шумовского, рассказывающий историю «Никося».
- Книги: О Никодеме Скотарчаке опубликовано несколько книг, в том числе: «Каменный лик. Крестный отец Гданьска Никодем Скотарчак» Вернера Риксдорфа «Das steinerne Gesicht. Der Pate von Danzig Nikodem Skotarczak» (1993) «Никос. Рулетка жизни» Эдиты Скотарчак (2022) и «Последняя рулетка»